# Canal Murray
El canal Murray és un dels canals de la Terra del Foc que separa les illes Hoste i Navarino a la regió austral de Xile unint les aigües del canal de Beagle amb les de badia Nassau.
Administrativament, pertany a la comuna de Cap d'Hornos, a la Província Antàrtica Xilena, la qual al seu torn forma part de la Regió de Magallanes i de l'Antàrtica Xilena.
De fa aproximadament 6000 anys fins a mitjan segle xx  les seves costes van ser habitades pel poble yámana. Al començament del segle xxi aquest poble havia estat gairebé extingit per l'acció dels europeus.

## Aspecte de les costes i geografia
Pel nord comença el seu curs entre els caps Hahn i Mitchell i corre en direcció SSE per 23 milles arribant a badia Nassau entre el cap Webley i els illots Lawrence.
La primera part del canal, entrant des del canal Beagle i fins a l'illa Strate és un pas estret d'uns 7 cables d'ample, els quals disminueixen a sols 2 cables en la Angostura. El canal és net i profund, però presenta dos pollegons de pedra amb sondes de 9 metres immediatament passada la Angostura. Aquests baixos fons són sobre la pista (track) de navegació i no poden ser evitats pel navegant, la qual cosa limita la grandària i calat de les naus que poden emprar aquest canal.
Les illes Strate i Button divideixen el canal Murray en dos braços, tots dos navegables sense cap problema encara que el braç oriental té més caigudes. Totes dues branques s'uneixen i continuen cap al sud fins a sortir a badia Nassau.

## Geologia
Per la constitució del sòl, les illes per les quals corre el canal semblen pertànyer al període terciari. Constitueixen la continuació de l'extrem meridional d'Amèrica. Les muntanyes d'aquestes illes, separades per grans cataclismes que van formar les depressions que va omplir després la mar, pertanyen al sistema andí; les planes ofereixen gran analogia amb les estepes de la Patagònia.

## Clima i vents
El canal és dins de la zona dels vents predominants de l'O, que bufen contínuadament i gairebé sense interrupció.
Les altes muntanyes de la península Dumes són un veritable dic als vents regnants de l'O, per la qual cosa en la meitat nord del canal es troben vents moderats quan la resta de la zona és assotada per forts vents de l'O. La part sud del canal es veu afectada pels vents de l'O que penetren pel braç de mar de Seno Ponsonby.

## Marees i corrents
El corrent de marea és de poca intensitat, per la qual raó es pot navagar per la Angostura a qualsevol hora del dia sense haver d'esperar la marea quieta.
El corrent de flux ve de badia Nassau i tira de sud a nord. En la angostura es produeix una línia de xipolleigs per la trobada d'aquest corrent amb la qual ve del canal Beagle.

## Ancoratges i sorgidors
Al llarg de les seves costes es formen diverses caletes que són bons ancoratges per a les naus. En la costa d'illa Hoste hi ha Puero Corriente i Caleta Molinare, en la costa d'illa Navarino, Puerto Inútil, la Vahía 14 de Julio, caleta de la Aguada, caleta Wulaia icaleta Douglas.
Caleta Wulaia és considerada com el millor ancoratge de la part xilena del canal Beagle per ser ben protegida dels vents dels quatre quadrants. Les seves excel·lents condicions la van fer de temps immemorials el lloc preferit de reunió dels indígenes yámanas.

## Història
De fa uns 6000 anys les seves aigües eren recorregudes pel poble yagán, nòmades canoers, collidors marins. Això va durar fins a mitjan segle xx, en què pràcticament ja havien estat extingits per l'acció dels europeus, que pretendia civilitzar-los.
Al començament del mes d'abril de 1830 el HMS Beagle al comandament del comandant Robert Fitz Roy va fermar àncora a Badia Orange per a descans de la barcada i tornar-se a aprovisionar d'aigua i llenya perquè era a la darrera etapa de la seva comissió d'aixecament hidrogràfic de la part oceànica de l'arxipèlag de Terra del Foc. Aprofitant el bon temps d'aquells dies va enviar a l'oficial de navegació tinent Matthew Murray en una embarcació amb instruccions d'explorar la part nord i cap a aquest de Bahía Nassau. El 14 d'abril Murray va tornar amb la informació que havia passat a través de badia Nassau, després d'haver navegat una curta distància cap al nord i una llarga distància cap a l'est. Havia navegat un estret canalet que ho havia portat a un canal dret, d'aproximadament dues milles d'ample que s'estenia d'est a oest, fins on aconseguia la vista. D'aquesta manera el tinent Murray va descobrir el canal Beagle i el canal Murray.